# 東巌慧安
東巌慧安（とうがんえあん、嘉禄元年（1225年）- 建治3年11月3日（1277年11月29日））は、鎌倉時代中期の臨済宗の僧。諱は慧安。道号は東巌。諡号は宏覚禅師。播磨国の出身。

## 略歴
初め書写山で出家受戒して天台教学を学び、泉涌寺でも学び、中国の宋へ渡ろうと正嘉元年（1257年）に博多へ下ったが、悟空敬念にあい心服して臨済宗に改宗した。悟空に従って鎌倉にくだり、寿福寺に参禅した。一旦悟空とともに京都に帰京したが、鎌倉に戻り建長寺の兀庵普寧に参禅した。のち京都の吉田と中山に住したが、兀庵が帰国のおり鳥羽に見送り、法衣・頂相・語録を授かった。聖護院執事の静心により文永5年（1268年）、京都一条今出川に正伝寺を開き、元寇に際しては祈祷を行っている。比叡山衆徒の恨みを買って正伝寺を破棄されたことから、鎌倉に下って寿福寺の大休正念の紹介により幕府の重臣安達泰盛の帰依を得、鎌倉和賀江に福光山聖海寺を開創した。

## 東巌慧安の法系「宗覚派」(在庵下)
1. 兀庵普寧禅師（大宋特賜　宗覚禅師・建長寺第二世）
2. 東巌慧安禅師（勅諡　宏覚禅師　諸山・正傳寺開山）
3. 法位円性禅師（正傳寺住持）
4. 在庵円有禅師（諸山・福海寺開山・正傳寺住持）
5. 無價掌珍禅師（京都萬寿寺住持・筑前聖福寺第五十一世住持・福海寺住持）
6. 汝舟川方禅師（南禅寺第百二十九世住持・福海寺住持）
7. 吉州川祥禅師（天龍寺住持・福海寺住持）　蔵春禅厚禅師（願成寺住持・福海寺住持）　月窓興修禅師（萬寿寺住持・福海寺住持）

## 悠久の舞
元寇襲来の頃に宏覚禅師が詠んだ和歌（s:愛国百人一首の37番）は、昭和15年（1940年）に楽家出身の多忠朝によって国風歌舞の手法で曲と振りを付けられ悠久の舞となった。当初は男舞だったが昭和39年（1964年）に女舞に改作された。歌詞はs:近代に作られた神楽参照。